# Francesco Nerli (politico)
Francesco Nerli (Rosignano Marittimo, 26 gennaio 1948 – Roma, 28 novembre 2020) è stato un politico italiano.

## Biografia
Nato a Rosignano Marittimo, nella provincia di Livorno, il 26 gennaio 1948, ha conseguito il diploma di perito industriale.
È stato dirigente provinciale del movimento studentesco senese nel biennio 1968-1969 e ha ricoperto varie cariche all'interno del Partito Comunista Italiano e del sindacato CGIL: membro della Segreteria provinciale della Federazione giovanile comunisti italiani, segretario provinciale della Fiom e della Flm, segretario nazionale della Fillea, membro del Direttivo nazionale della Cgil-Cisl-Uil, membro della Segreteria provinciale e segretario della Federazione provinciale del PCI (1983-1987), membro del Comitato direttivo regionale, membro della Direzione federale.
Venne eletto per la circoscrizione Siena-Arezzo-Grosseto alla Camera dei deputati nel 1987 e al Senato della Repubblica nel 1992. A lui si deve l'elaborazione della legge di riforma dell'ordinamento portuale italiano (Legge 84/1994, "Legge Nerli"). Ha ricoperto, tra le altre, le cariche di presidente dell'Autorità portuale di Civitavecchia, di presidente dell'Associazione porti italiani e di presidente dell'Autorità portuale di Napoli.